# Julian Korb
Julian Korb (* 21. března 1992, Essen, Německo) je německý fotbalový obránce a mládežnický reprezentant, v současnosti hraje v německém klubu Borussia Mönchengladbach.

## Klubová kariéra
V profesionální kopané debutoval v dresu německého klubu Borussia Mönchengladbach.

## Reprezentační kariéra
Korb reprezentoval Německo v mládežnických kategoriích U15, U16, U17, U18, U19 a U21.
Trenér Horst Hrubesch jej nominoval na Mistrovství Evropy hráčů do 21 let 2015 konané v Praze, Olomouci a Uherském Hradišti.